# Домпјер сир Елп
Домпјер сир Елп (фр. Dompierre-sur-Helpe) насеље је и општина у североисточној Француској у региону Север-Па д Кале, у департману Север која припада префектури Авне сир Елп.
По подацима из 2011. године у општини је живело 914 становника, а густина насељености је износила 69,24 становника/km². Општина се простире на површини од 13,2 km². Налази се на средњој надморској висини од 165 метара (максималној 191 m, а минималној 132 m).

## Демографија
| 1962. | 1968. | 1975. | 1982. | 1990. | 1999. | 2011. |
| ----- | ----- | ----- | ----- | ----- | ----- | ----- |
| 916   | 958   | 1.152 | 1.177 | 1.157 | 1.036 | 914   |

График промене броја становника у току последњих година